# Robertsonia tenuis
Robertsonia tenuis is een eenoogkreeftjessoort uit de familie van de Miraciidae. De wetenschappelijke naam van de soort is voor het eerst geldig gepubliceerd in 1880 door Brady & Robertson D..